# Загайнов, Виктор Александрович
Виктор Александрович Загайнов (31 мая 1953, Цулукидзе — 5 октября 2002, Железноводск) — первый и единственный чемпион СССР 1991 г. по воздухоплаванию, чемпион Республики Казахстан по воздухоплаванию в 1993 г., призёр Гран-При Италии в 1993 г., чемпион СНГ в 1996 г., награждён медалью FAI and the FAI Air Sport Medal в 2003 г. и дипломом за вклад развитие воздухоплавания ФАИ (FAI) and the FAI Air Sport Medal в 2002 г.

## Детство и юношество
Загайнов В. А. родился в семье военного летчика Загайнова Александра Васильевича в г. Цулукидзе (ныне г. Хони) Грузинской ССР, где в это время базировалась воинская часть отца. По состоянию здоровья отец был списан из армии и на пенсию ушёл в городе Луганске (бывший Ворошиловград), Украина. У Виктора были две страсти, объединённые в небе — он хотел летать, как отец, и был влюблён в звезды. Но у него был небольшой дихромат по зрению, и поэтому в лётное училище путь ему был закрыт. Звёзды стали его основным увлечением и будущей профессией. С 7-го класса он бегал в Луганский Педагогический Институт, где был небольшой телескоп, наблюдал и много читал. В 9 и 10 классе был победителем республиканской олимпиады по астрономии. Виктор окончил школу в Луганске и в 1971 году поступил в Одесский Университет на специальность «Астрономия». После окончания университета работал астрономом в Обсерваториях «почтового ящика» на горе Майданак в Узбекистане и близ Алма-Аты в Казахстане. В 1980 году Виктор решил обосноваться в Казахстане.

## Преподавание астрономии
На протяжении нескольких лет Виктор Загайнов руководил кружком астрономов-наблюдателей в Республиканском дворце пионеров и школьников республики Казахстан. Среди его учеников — известные физики, математики, журналисты, работающие как в Алма-Ате и в России, так и за рубежом. Многие из них неоднократно летали вместе с Загайновым на его легендарном воздушном шаре «Альтаир». Многим из них он был не только учителем, но и заменил отца. Его душа и дом всегда были открыты для них. Даже после 13 лет, в течение которых Виктор Александрович не вёл кружка во Дворце школьников, они все приходили к нему за советом.

## Воздухоплавание
В 1989 году он впервые познакомился с воздухоплаванием и со всей страстью своей пылкой души увлекся им. В 1990 году он фактически сам построил свой первый тепловоздушный шар. Оболочка была изготовлена в Феодосии, горелка — известным конструктором Д.Бимбатом в Свердловске, а корзину он собирал и плел сам. Название и дизайн шар получил по двум его основным увлечениям в жизни — астрономии и полётам. На нём гордо парил орёл, и была надпись «Альтаир» (что в переводе с арабского означает «летящий») — название главной звезды созвездия Орёл. В декабре 1990 года в Свердловске состоялся первый подъём «Альтаира». В феврале 1991 года шар летал в Норвегии, в августе на Украине, а в сентябре 1991 года Загайнов В. А. на шаре «Альтаир» стал первым Чемпионом СССР по воздухоплаванию. В этот же год Советский Союз распался, так Виктор Загайнов стал единственным, получившим этот титул. Его ученики из астрономического кружка были не только его пассажирами, но и членами его экипажа. Так, из 4 членов его экипажа на чемпионате СССР в 1991 году, трое были его бывшие кружковцы.

## Соревнования по воздухоплаванию

### Гран-При Загайнова
Будучи увлеченным человеком, Виктор стремился увлечь и других. Пытаясь продвигать воздухоплавание в ставшем ему родным Казахстане, развивая местных пилотов, будущих соперников, в апреле 1992 года Виктор сам становится организатором соревнований по воздухоплаванию в Казахстане и называет их «Гран-При Загайнова» (англ. Grand Prix of Zagainov). С 1993 года, учитывая огромную популярность подобных соревнований в Казахстане и за рубежом, к их проведению подключается и администрация города Алма-Ата. С 1993 года данные соревнования стали называться «Бас Жулде» (казахск. «Большой приз»), неизменным директором и организатором которых был Виктор Загайнов. В 1996 в рамках проведения «Гран-при» он организовал рекордный по длительности полёт на шарах разного класса среди казахстанских воздухоплавателей. Все документы на данный рекордный полет были поданы в ФАИ. В Казахстане, на соревнованиях В. А. Загайнова, летали пилоты из Пакистана, Франции, Швейцарии, Англии, Шотландии, Германии, США, Украины, России.

### Другие соревнования по воздухоплаванию
В Казахстане ДОСААФ только однажды, в 1993 году, организовал соревнования республики по воздухоплаванию. И чемпионом стал Виктор Загайнов. В Казахстане не было ему равных, и он искал достойных соперников на международных соревнованиях. В 1993 году, в Люксембурге, участвуя в чемпионате мира по воздухоплаванию, он занял 58-е место. Это был один из лучших результатов в то время среди пилотов СНГ. В 1996 году он едет на открытый Чемпионат России по воздухоплаванию, чтобы доказать, что он не случайно стал чемпионом СССР в 1991 году, и показывает на этих соревнованиях абсолютно лучший результат. Таким образом пилот стал первым победителем, ставшей в последствии традиционной, международной Встречи воздухоплавателей в Великих Луках. В 1997 на первых олимпийских играх по воздушным видам спорта в Турции у него 34 место. Виктор участвовал во многих открытых Чемпионатах по воздухоплаванию в Германии, Англии, Швейцарии, Франции, Шотландии, Словении, Польше, Австрии, Норвегии и многих других странах. Был обладателем Гран-при в Италии. Был участником Чемпионатов мира и Европы. Общий налёт часов на тепловоздушном шаре у Виктора приближался к 500.

## Вклад в воздухоплавание
Учитывая его выдающийся вклад в развитие воздухоплавания, в 1995 г., американский миллионер М.Форбс пригласил его на традиционную встречу пятидесяти самых выдающихся воздухоплавателей мира. Такие встречи проводятся каждые два года в его имении в Нормандии, где находится музей воздухоплавания.
В декабре 2001 году, к 10-летию независимости Республики Казахстан, Загайнову В. А. была вручена Благодарность Президента Республики Казахстан Н. А. Назарбаева, где были отмечены его заслуги перед государством.
В марте 2003 Международной федерацией по авиационным видам спорта (FAI) Загайнов В. А. за выдающийся вклад в развитие международного воздухоплавания был награждён медалью ФАИ.

## Подвиг и смерть
3 октября 2002 года, на Кубке Минеральных вод по воздухоплаванию в российском городе Железноводске произошла трагедия. В оболочку шара Виктора врезалась корзина находящегося над ним шара. Корзина погрузилась в оболочку почти до середины, вырвав при этом несколько огромных полос ткани, а его работающая горелка завершила дело. Началось падение шара Виктора с высоты 300 метров. Воздух очень быстро выходил из огромного разрыва, но Виктор, пытаясь хоть как-то замедлить падение, продолжал подогревать его. Оболочка шара почти полностью схлопнулась, низ её загорелся, и шар камнем пошёл вниз.
В корзине шара вместе с Виктором находилась девятнадцатилетняя девушка, член экипажа и дочь его старого друга, долго мечтавшая об этом полете. Это был её первый полет. Поняв, что падение не замедлить, как и подобает настоящему мужчине, отцу, имевшему двух таких же дочерей, Виктор в первую очередь подумал о ней. За несколько отведённых ему секунд он оценил ситуацию и принял решение. Он взял девушку на руки, приказал ей сгруппироваться и напрячься. Лишённый сам опоры, придавленный весом девушки, он получил травмы, несовместимые с жизнью и на вторые сутки скончался в больнице. У девушки на лице остались следы его крепкого объятия — царапины от замка спортивного костюма и синяк от удара о его плечо. Врачи сказали, что она «как ангел спустилась с неба».
Вот строки из многочисленных писем, поступивших в адрес семьи Виктора Загайнова: «Это случайность, что произошло это столкновение. Но не случайность, что настоящий мужчина с крылатой душой взял девушку на руки, сказал, научил, что сделать, чтобы уменьшить её травмы, спасал в последние секунды».
Виктор был в крайне тяжёлом состоянии доставлен в больницу и через 2 дня, 5 октября, скончался. 9 октября 2002 года, он был похоронен в городе, где жил и работал многие годы — Алма-Ате, на кладбище «Верхняя Пятилетка». По всем каналам телевидения города звучали слова скорби о его кончине.
Виктор был по натуре борец и лидер. Его сильную натуру не могли сломить или остановить никакие трудности. Он никогда не останавливался на достигнутом, шёл вперёд, своей жизнью показывал пример другим. Как показал пример и своей смертью.
Из заметки, напечатанной в российской «Комсомольской правде» от 23 октября 2002 года: «…Не так давно в России утверждена медаль „За спасение погибавших“. Виктор Загайнов заслужил её. Виктору Александровичу не было и пятидесяти, у него остались жена и две дочери…»
В октябре 2003 г. Виктор Загайнов был награждён Дипломом ФАИ за готовность пожертвовать собой ради спасения пассажира.